# Thecla lycabas
Thecla lycabas är en fjärilsart som beskrevs av Pieter Cramer 1779. Thecla lycabas ingår i släktet Thecla och familjen juvelvingar. Inga underarter finns listade i Catalogue of Life.